# Nazionale maschile di beach soccer del Giappone
La nazionale di beach soccer del Giappone (ビーチサッカー日本代表) rappresenta il Giappone nelle competizioni internazionali di beach soccer ed è controllata dalla Japan Football Association (JFA).

## Riconoscimenti
- AFC Beach Soccer Championship
  - 2009,2011,2019

## Squadra attuale
Aggiornata a settembre 2011:
| N. |                     | Ruolo | Calciatore      |
| -- | ------------------- | ----- | --------------- |
| 1  | Giappone (bandiera) | P     | Shingo Terukina |
| 2  | Giappone (bandiera) | C     | Takashi Arakaki |
| 3  | Giappone (bandiera) | C     | Hirofumi Oda    |
| 4  | Giappone (bandiera) | A     | Shinji Makino   |
| 5  | Giappone (bandiera) | A     | Teruki Tabata   |
| 6  | Giappone (bandiera) | C     | Tomoya Uehara   |

| N. |                     | Ruolo | Calciatore           |
| -- | ------------------- | ----- | -------------------- |
| 7  | Giappone (bandiera) | A     | Takeshi Kawaharazuka |
| 8  | Giappone (bandiera) | C     | Masahito Toma        |
| 9  | Giappone (bandiera) | C     | Shunta Suzuki        |
| 10 | Giappone (bandiera) | A     | Shusei Yamauchi      |
| 11 | Giappone (bandiera) | C     | Masayuki Komaki      |
| 12 | Giappone (bandiera) | P     | Tomoya Ginoza        |

- Allenatore:  Ruy Ramos